# Irene Arce
Irene Arce es una deportista mexicana que compitió en taekwondo. Ganó una medalla de plata en el Campeonato Panamericano de Taekwondo de 1990 en la categoría de –60 kg.

## Palmarés internacional
| Campeonato Panamericano | Campeonato Panamericano | Campeonato Panamericano | Campeonato Panamericano |
| Año                     | Lugar                   | Medalla                 | Categoría               |
| ----------------------- | ----------------------- | ----------------------- | ----------------------- |
| 1990                    | Bayamón (Puerto Rico)   | Medalla de plata        | –60 kg                  |